# فرنسيس خوسيه دا سيلفا
فرنسيس خوسيه دا سيلفا (بالبرتغالية: Francis José da Silva‏) هو لاعب كرة قدم برازيلي، ولد في 30 أبريل 1982 في São Vicente de Minas ‏ في البرازيل. لعب مع أتلتيكو براغانتينو وأتلتيكو مينيرو وغراميو اساسكو اوداكس اسبورت كلوب ونادي إيتوانو ونادي بالميراس.

## وصلات خارجية
- فرنسيس خوسيه دا سيلفا على موقع قاعدة بيانات كرة القدم.إي يو (الإنجليزية)
- فرنسيس خوسيه دا سيلفا على موقع Soccerway.com (الإنجليزية)